# トロルスティーゲン

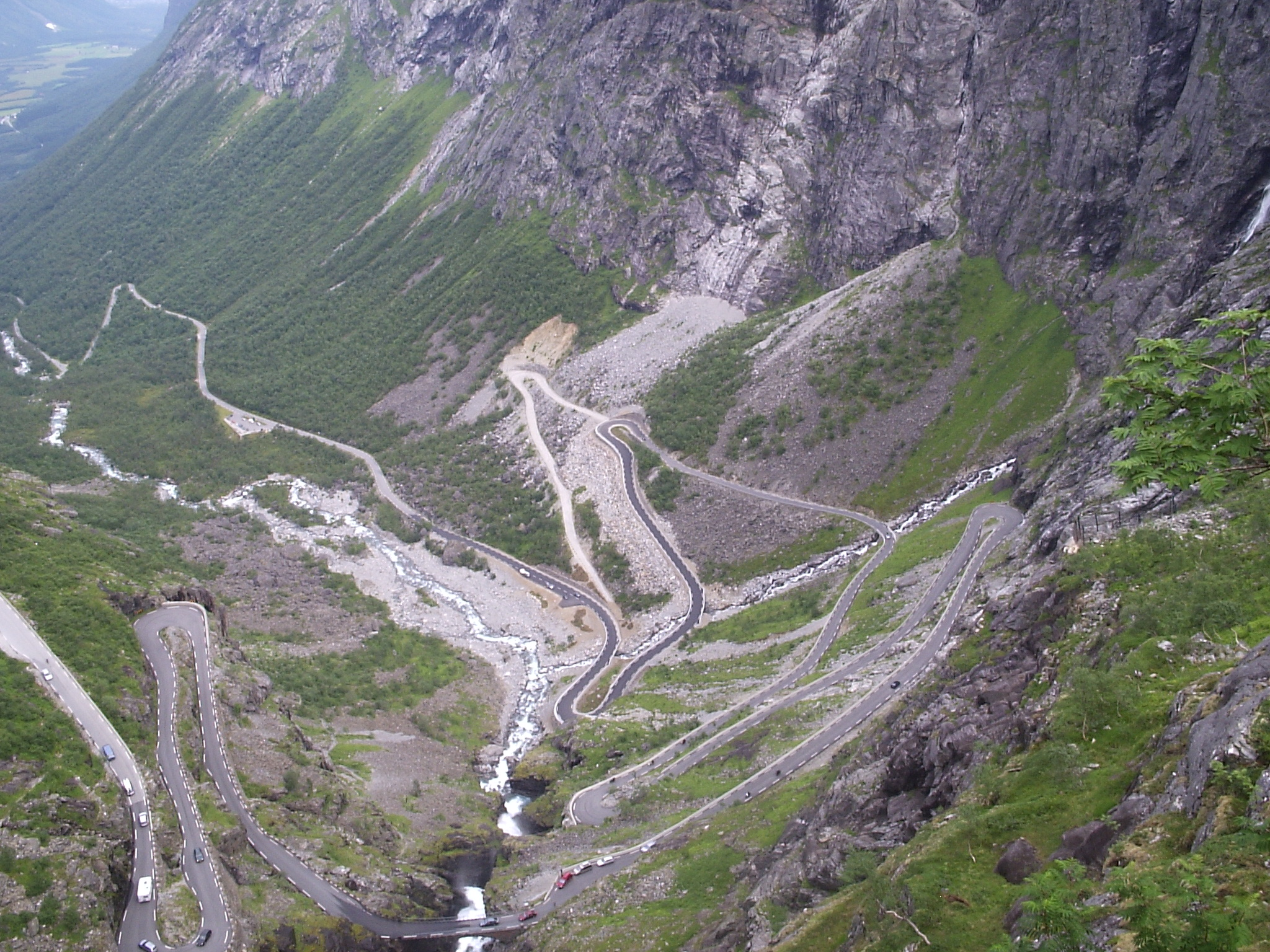
2005年に落石防止工事が行われた後のトロルスティーゲン

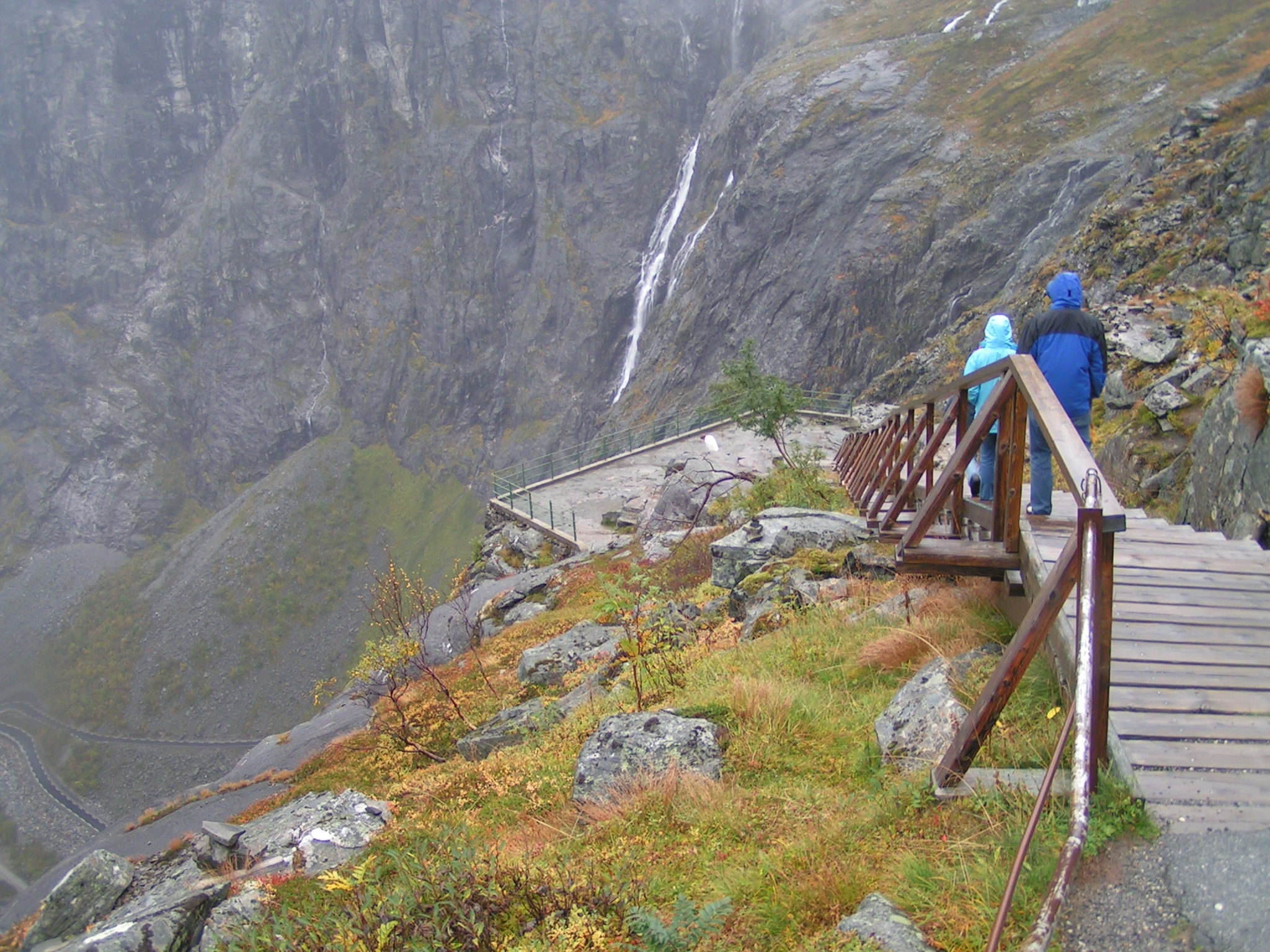
展望台

トロルスティーゲン (ノルウェー語: Trollstigen、「トロールの梯子道」の意) はノルウェーのムーレ・オ・ロムスダール県にあるつづら折りである。 
ラウマ市のオンダルスネスとノーレダール市のヴァルダール村を結ぶムーレ・オ・ロムスダール県道63号の途中にあり、山腹の急斜面を10%の勾配で11のヘアピンカーブを描きながら抜けていく景観が圧巻で、観光名所にもなっている。観光シーズンには毎日約2,500台の車がここを通り、2009年シーズンには155,230台、2012年シーズンには161,421台と増加している。 
2005年から2012年にカーブがいくつか拡幅されたとはいえ、それでも路幅が狭く急カーブが多いため、全長12.4メートル (41 ft)を超える車の通行は禁止されている。2011年と2012年には、試験的に全長13.1メートル (43 ft)までのバスの通行が認められた。標高700メートル (2,300 ft)の高原に駐車場が設けられており、ヘアピンカーブとスティグフォッセンの滝を見下ろす展望台がいくつか併設されている。スティグフォッセンの滝は山腹を320メートル (1,050 ft)に渡って流れており、総落差は240メートルある。最高地点の標高は約850メートル (2,790 ft)である。 
トロルスティーゲンは山間にあるため晩秋から翌春まで通行止めとなる。例年5月中旬から10月まで開通しているが、気候により前後する他、地滑りで通行止めになることもある。 

## 歴史

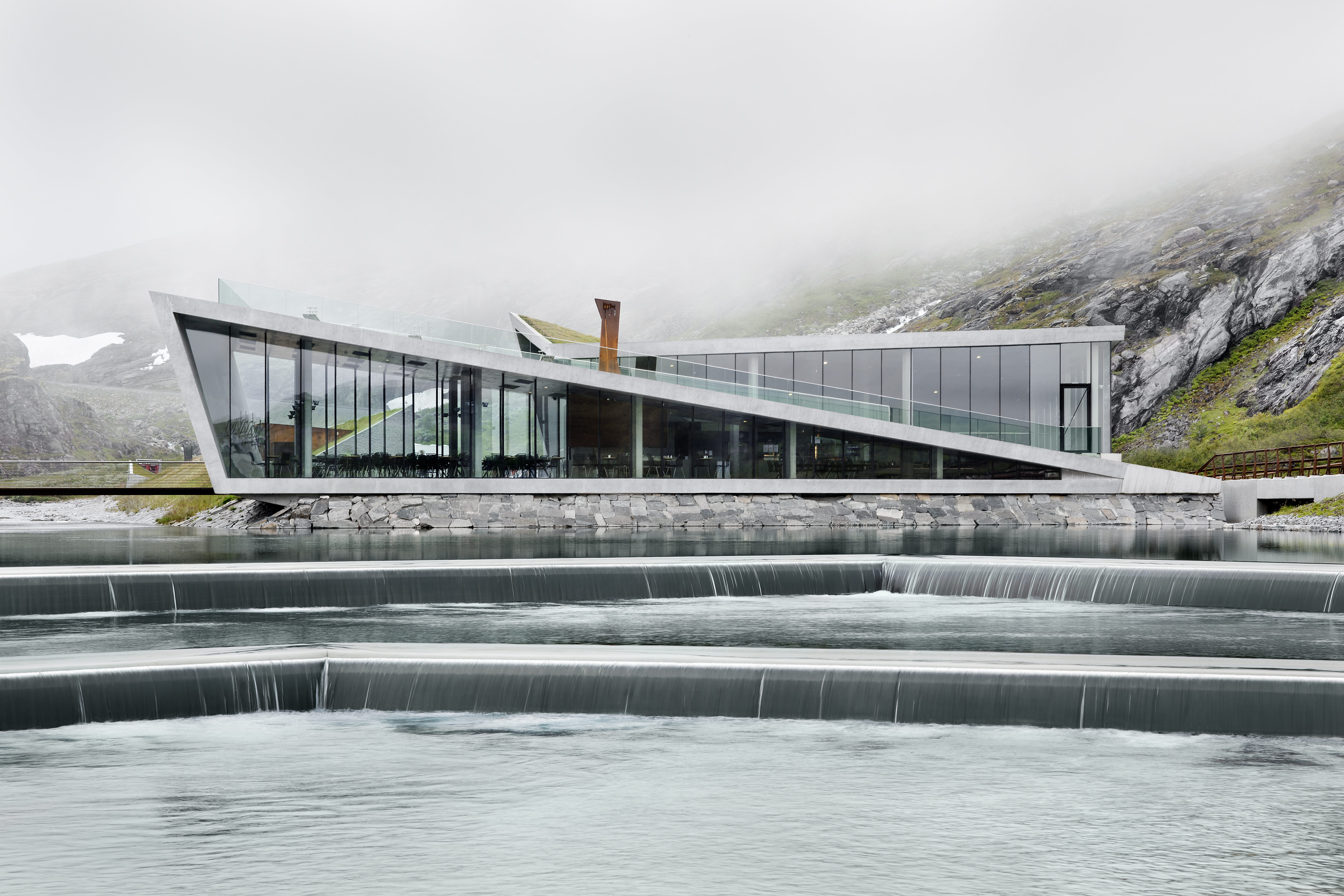
2012年にオープンしたビジターセンター

トロルスティーゲンは8年間の建設期間を経て1936年7月31日に国王ホーコン7世の臨席を得て開通した。 
2012年にはレストランなどを併設してビジターセンターが完成し、展望台が設けられた他、古い建物も改修された。トロルスティーゲンを含む県道63号は、2012年6月16日に運輸通信大臣から国定観光道路に指定された。また、トロルスティーゲンとその西側の山々はトロルスティーゲン景観保護地区となっている。一方、トロルティンド山地を含むトロルスティーゲン東側の山々はラインハイム国立公園の一部となっている。 
2005年夏には安全性向上のため1600万クローネを投じて落石防止工事が行われた。

## ギャラリー
- 4月のビジターセンター。まだ雪に閉ざされている。
- スティグフォッセンの滝。総落差 約240メートルの雄大な滝である。